# アンクルバンド
アンクルバンドとは、スポーツなどでの記録の計測、トレーニング、足首の保護などのために足首に装着する帯状の製品。

## スポーツにおけるアンクルバンド
スポーツにおけるアンクルバンドは、レース等で競技者が足首に装着しておきフィニッシュゲートを走り抜けることでその記録が計測されるようにした機器である。
また、足首やアキレス腱を保護する目的で使用されるものもある。

## トレーニング用のアンクルバンド
各種のトレーニング（スポーツやリハビリなど）に用いるため、ウエイトを装着できるようにしたものもある。アンクルウエイトともいう。

## 安全用品としてのアンクルバンド
足首に取り付けるためにリフレクター（反射材）を環状にしたもので、夜間に自動車などからの視認性を確保するために用いられる。